# Punk canadien
Le punk canadien désigne la culture et le mouvement punk rock au Canada. Des scènes punk locales dynamiques ont vu le jour dans les années 1970 et 1980 à Toronto, Vancouver, Montréal, Québec, et dans d'autres villes canadiennes.

## Histoire
Les premiers groupes émergent au Canada à la fin des années 1970, après la formation du groupe américain Ramones et des groupes britanniques les Sex Pistols et The Clash. The Viletones, The Diodes et The Demics sont parmi les pionniers du genre, sans compter The Skulls (avec Joey qui formera D.O.A., et Wimpy (Brian Roy) qui formera The Subhumans) de Vancouver, et Teenage Head de Hamilton qui seront surnommés les « Ramones canadiens ». 
Les premiers groupes de punk torontois impliquent The Viletones, The Diodes, Michaele Jordana, et The Poles, The Ugly, The Mods, The Secrets, ARSON et The Scenics, et ceux qui suivront The Demics, Crash Kills Five, Stark Naked and the Fleshtones et L'Étranger, ainsi que Forgotten Rebels et Teenage Head. À Vancouver, D.O.A. et Subhumans seront les piliers de la scène, et suivront de Pointed Sticks, Braineaters, The Young Canadians, The Reactors et The Modernettes. Quelques années plus tard, d'autres groupes punk tiendront la torche comme Young Lions, Youth Youth Youth, Bunchofuckingoofs, SNFU, Dayglo Abortions, The Nils, Direct Action, APB, Nomeansno et Chronic Submission.
Deux des plus grands spectacles du genre se tiennent à Toronto dont The Last Pogo à la taverne Horseshoe en 1978 (avec Teenage Head, The Viletones, The Mods, and The Ugly), et le concert Rock Against Radiation le 19 juillet 1980 au Nathan Phillips Square (avec D.O.A., Stark Naked and the Fleshtones, The Viletones, et Forgotten Rebels).
Le punk hardcore canadien émerge aussi dans les années 1980. D.O.A. est le mieux connu du genre, grâce à son album Hardcore '81, qui serait crédité pour avoir lancé le terme de « punk hardcore ». La tradition punk canadienne est désormais entre les mains de groupes comme Fucked Up, The Salads, The 3tards, Sum 41, et Billy Talent.

## Punk québécois
L'arrivée de la scène punk au Québec se fait timidement en 1977. Des groupes comme Danger de Polo Bellemare et les 222’S menés successivement par Johnny Frisson et Chris Barry, jouent dans certains bars de la province, et s’inspirent fortement des New York Dolls et des Damned. De jeunes chanteurs comme Patrick Bourgeois, qui menait à l’époque le groupe Les Wipers, s'inspirent de la scène punk anglaise. Un autre chanteur, Johnny Frisson, est considéré comme le premier chanteur punk du Québec. En parallèle et toujours en 1977 émerge Darkvision, le premier groupe punk entièrement féminin au Québec, formé dans le quartier montréalais de Cartierville par quatre amies du secondaire. Le groupe adoptera en 1979 le nom des Blue Oil, et passe par de nombreux changements de line-up avant de se stabiliser vers 1981-1982 pour enregistrer son premier 45 tours.
Le punk commence à bien s'implanter au Québec à partir des années 1980 notamment avec l'arrivée du ska punk. Des émissions sont consacrées au style sur la chaîne télévisée MusiquePlus, et le festival underground Polliwog est créé. Entretemps naissent des groupes comme Les Secrétaires Volantes (Québec) et Les Breastfeeders (Montréal) qui popularisent un peu plus le genre, influencés respectivement par le garage rock et l'esthétique sixties.
Dans les années 2000, le Québec voit émerger un punk plus expérimental avec Les Georges Leningrad, un quatuor noise rock. La scène punk devient fracturée dès les années 2010 et n'est plus un courant à la mode Certains groupes émergent néanmoins, comme Carotté en 2013, un groupe de mélange punk rock et folklore québécois, décrit par le groupe de « punk trad »,.

## Labels notables
Parmi les labels canadiens punk notables, on peut citer : Cargo Records, Deranged Records, Slam Disques, Fringe Product, G7 Welcoming Committee Records, et Union Label Group.